# ローディー
ローディー（roadie）とは、主としてポピュラー音楽の業界で、楽器の手配、積み込み・積み卸し、輸送、据え付け、調整といったコンサート業務や、楽器のメンテナンスおよび管理、ミュージシャンに対するサポートなどの業務を行う人々のこと。
ロードクルー（road crew）、ロードマネージャー（road manager）と呼ばれることもある。楽器など機材の調整や据え付けに特化した人はテクニシャンと呼ばれることもある。

## 語源
巡業（コンサートツアー）を意味する英語の“road”が語源。「ロックグループ等の地方公演マネージャー、地方公演の裏方」 と定義されている。原義としては楽器関連の仕事だけではなく、地方公演（コンサート）の裏方業務全般を行う人々を指す。
ロックなどのコンサートでは、ギターやドラムなどの楽器の他にアンプやPAなどの大規模な設備が必要であり、ミュージシャンだけでは輸送や設営が困難である。また巡業（コンサートツアー）では楽器等の運搬だけではなく、ミュージシャンのメンタル面のサポートを含め、大小の雑事を解決していく必要がある。そういった事情から、ローディー、ロードマネージャーという役職が生まれた。
日本では、これらの業務に当たる者を「ボーヤ」あるいは「バンドボーイ」（後述）と呼ぶこともあったが、1980年代中頃より徐々に「ローディー」という呼称が用いられるようになり、1990年代には音楽業界に定着した。

## ボーヤ、バンドボーイ
先述のように以前、日本の音楽業界では、ローディーに相当する役割の人々を「ボーヤ」もしくは「バンドボーイ」などと呼ぶ時代もあった。しかし、ボーヤは「坊や（ボーイ）」が語源と言われ「特定のミュージシャンの付き人として雑用を担う弟子のような若者」という意味が込められる。
そこで、ボーヤとバンドボーイは、付き人や弟子として付いているバンドなどの正式メンバーを目指したり、スタジオミュージシャンに師事し業界デビューするための修行として、あるいは人脈作りとして働いている者を指す。それに対し、ローディーはコンサート業務の専門職として区別されるようになった。
ボーヤは「坊や」ではなく「ゴーヤ」「帽子」と同じイントネーションで発音する。
ボーヤから正式メンバーに昇格した有名な例
- 志村けん（ザ・ドリフターズ）
- 横山剣（クールス）

ボーヤから後に転身し自身のバンドを結成する有名な例
- KEATH（ARB） -　ジャッキー吉川とブルー・コメッツの元ボーヤ。
- 土屋昌巳（一風堂） -　ザ・ゴールデン・カップスの元ボーヤ。

## 日本におけるローディー専門職の成り立ち
ローディーと前述のボーヤとの大きな違いは、将来的にミュージシャンを目指す「通過点」ではない点であり、ミュージシャンの楽器をサポートする業務や、コンサート・イベント等の設営、運営を行う専門職であるという点である。
日本では、1980年代前半から専門職としてのローディーが存在している。
近年では、音楽・楽器の専門学校に「ローディーコース」が設けられ、人材を輩出している。
名刺やクレジットには“technician”、“instrumental technician”と記載されることが多い。スタッフ同士やミュージシャンからの呼称としては、“ローディー”の他に"テクニシャン"、“tech”、”テック”、”ーテック”（ーには楽器などの名称、ギターテックやドラムテックなど）という略称や、単に“楽器”という表現もある。
雇用形態は、ミュージシャン（バンド）に直接雇用される者、ミュージシャンの所属プロダクションに雇用される者、フリー、契約社員として派遣会社に登録する者、ローディーマネージメント会社や楽器レンタル会社の社員に大別される。